# اکسمانیس
اکسمانیس (به لاتین: Aksmanice) یک منطقهٔ مسکونی در لهستان است که در Gmina Fredropol واقع شده‌است.

## خصوصیات
اکسمانیس ۲۵۰ نفر جمعیت دارد.